# Nguyễn Đăng Tuân (quan nhà Nguyễn)
Nguyễn Đăng Tuân (chữ Hán: 阮登洵; 1772 – 1844), tự Tín Phu (信夫), hiệu Thận Trai (慎齋), là danh thần triều Nguyễn trong lịch sử Việt Nam.

## Tiểu sử
Ông sinh năm Nhâm Thìn (1772) tại làng Phù Chánh, huyện Lệ Thủy, tỉnh Quảng Bình.
Xuất thân trong một gia đình nho học, cha ông là Tiến sĩ Nguyễn Đăng Hoành. Mặc dù có tài năng, nhưng vào thời Tây Sơn, Nguyễn Đăng Tuân không ra làm quan mà đi ở ẩn.
Đầu đời Gia Long, ông được tiến cử vào làm việc ở Viện Hàn lâm, rồi làm Tri huyện Ngọc Sơn (nay là vùng thuộc tỉnh Thanh Hóa). Ít lâu sau, đổi ông về Huế sung chức Tư giảng ở Công phủ, rồi làm Thị giảng ở cung Chấn Hanh.
Năm Minh Mạng thứ nhất (Canh Thìn, 1820), ông được bổ làm Thiêm sự bộ Lễ. Năm Đinh Hợi (1827), thăng ông giữ chức Hộ tào Bắc Thành, sau chuyển sang Binh tào, rồi làm Hữu Tham tri bộ Lễ. Năm Canh Dần (1830), vua Minh Mạng sung ông làm Phó Tổng tài Quốc sử quán. Tuy nhiên, làm được một năm, thì ông xin về nghỉ, được ban hàm Tả Tham tri bộ Lễ.
Năm Minh Mạng thứ 14 (Quý Tỵ, 1833), gặp lễ khánh tiết, ông về Huế chầu mừng, được nhà vua làm thơ tặng. Năm Ất Mùi (1835), ông được triệu vào triều, sung chức Sư bảo dạy các Hoàng tử. Trong số đó có Nguyễn Phúc Miên Tông, sau này là vua Thiệu Trị. Nhờ dạy bảo nghiêm, và nghĩ định điều lệ để dạy dỗ, ông được ban hàm Thượng thư. Ở đó được ít lâu, ông lại xin về nghỉ.
Năm Thiệu Trị thứ nhất (Tân Sửu, 1841), Nguyễn Đăng Tuân về triều viếng tang vua Minh Mạng. Gặp lại thầy dạy cũ, vua Thiệu Trị muốn bổ ông làm Thượng thư bộ Lễ, nhưng ông khẩn thiết xin từ, chỉ dâng lên bài biểu, vừa để tạ ơn, vừa để xin vua hãy chú trọng "đạo hiếu" và "đạo trị nước". Cảm kích tấm lòng ấy, trong năm đó, nhà vua lại ban chỉ mời ông về triều, lại sung ông làm chức Sư bảo để dạy dỗ cho các Hoàng đệ và Hoàng tử.
Năm Nhâm Dần (1842), vua đi tuần ra Bắc, ông được sung chức đại thần lo việc ở kinh đô. Khi vua trở về, thăng ông làm Thự Hiệp biện đại học sĩ, nhưng vẫn sung chức Sư bảo như cũ.
Rồi vì già yếu, ông lại cố xin nghỉ. Không nỡ trái ý ông mãi, nhà vua bèn ban cho vàng bạc, đồng thời cấp thuyền công để đưa ông về.
Năm Thiệu Trị thứ 4 (Giáp Thìn, 1844), nhà vua sai quan ở Nội các mang sắc thư đến nhà thăm hỏi ông, đồng thời ban cho ông thực thụ hàm Vinh lộc đại phu, Hiệp biện đại học sĩ. Ngoài ra, nhà vua còn sai cấp cho ông một nửa nguyên bổng hàng năm, cho người con thứ (được tập ấm làm Tư vụ) và người cháu là cử nhân Nguyễn Đăng Hành đều được ở nhà để phụng dưỡng ông. Song ông đã dâng sớ xin từ chối bổng lộc, nói rằng mình "không đến nỗi thiếu thốn".
Mùa đông năm đó (1844), Nguyễn Đăng Tuân mất tại quê nhà, hưởng thọ 72 tuổi, được truy tặng chức Thiếu sư, và ban tên thụy là Văn Chính. Ngoài ra, nhà vua còn sắc cho ty chức cấp tiền để lo việc tang, sai quan đến tế, đồng thời lại sai lấy thơ vua làm và soạn sự trạng khắc vào bia đá, dựng nơi làng của ông.
Năm Tự Đức thứ nhất (Mậu Thân, 1848), nhà vua nghĩ đến công lao của ông, có làm hai bài thơ, rồi sai người đọc trong một buổi tế. Sau, sứ thần về lại nói là cảnh nhà ông quá thanh bạch, nhà vua lại sắc cho ty thuộc dựng lại nhà để thờ ông.

## Được tôn vinh trong sử nhà Nguyễn
Theo Đại Nam chính biên liệt truyện (quyển 13), Nguyễn Đăng Tuân là người có "tính thận trọng, ít nói, và lối học chủ về nghĩa lý". Trải thờ ba triều, sau khi về, được "vua mến nhớ khôn nguôi". Ngoài ra, sử thần còn cho biết khi ông đang giữ chức Thiêm sự bộ Lễ (1820), ông đã dâng sớ, đại ý nói là "quân và dân đang bị tật dịch (dịch bệnh), xin đình các công tác nặng nhọc". Đồng thời, ông lại dâng 6 điều là:
1. Đặt viện Ngự sử để đàn hặc sửa chữa phương thức làm quan.
2. Đặt chức Thái phóng sử để xem xét quan lại có tài hoặc kém.
3. Giảm chi tiêu vô ích.
4. Đặt nhà học ở các doanh, trấn, châu, huyện.
5. Mở khoa ân thí.
6. Cử hành việc thờ tự gia ân[4]

## Con, cháu
Con của Nguyễn Đăng Tuân là Nguyễn Đăng Giai (? - 1854), cháu ông là Nguyễn Đăng Hành (? - ?, con Đăng Giai), đều là danh thần triều Nguyễn, và đều được vinh danh trong bộ sách Đại Nam chính biên liệt truyện (quyển 13). Ông còn có một người con trai tên là Nguyễn Đống, lấy con gái thứ 43 của vua Minh Mạng là Xuân Hòa Công chúa Thục Tư, được phong Phò mã Đô úy.

## Sách tham khảo
- Quốc sử quán triều Nguyễn, Đại Nam chính biên liệt truyện (quyển 13). Bản dịch tiếng Việt do Nhà xuất bản Văn học ấn hành 2004.
- Quốc sử quán triều Nguyễn, Quốc triều sử toát yếu. Bản dịch tiếng Việt do Nhà xuất bản Văn học ấn hành 2002.